# 支笏湖
支笏湖（日语：／ Shikotsu-ko */?）是位于北海道千歲市的一個淡水湖，屬支笏洞爺國立公園範圍內。是日本最北的不凍湖。
名稱源自阿伊努語的「sikot-to-ho」，意思是千歲川流域的湖（si-kot意為大型的窪地）。

## 地理
位于北海道西南部。平均水深265米，最大水深363米，僅次于田澤湖，是日本第二深湖。面積是日本第八大湖。
湖北側為惠庭岳，南側為風不死岳、樽前山。
水深較深，面積只有琵琶湖的九分之一，但儲水量卻達琵琶湖的四分之三。

## 外部連結
- 支笏湖ビジターセンター
- 支笏湖ユースホステル （页面存档备份，存于）
- 支笏湖温泉旅館組合 （页面存档备份，存于）
- 支笏湖をどうする？　帰山雅秀教授と一緒に考えた。 by 千歳サケのふるさと館